# 亚速尔三叉接合部位
39°26′N 29°50′W / 39.44°N 29.83°W

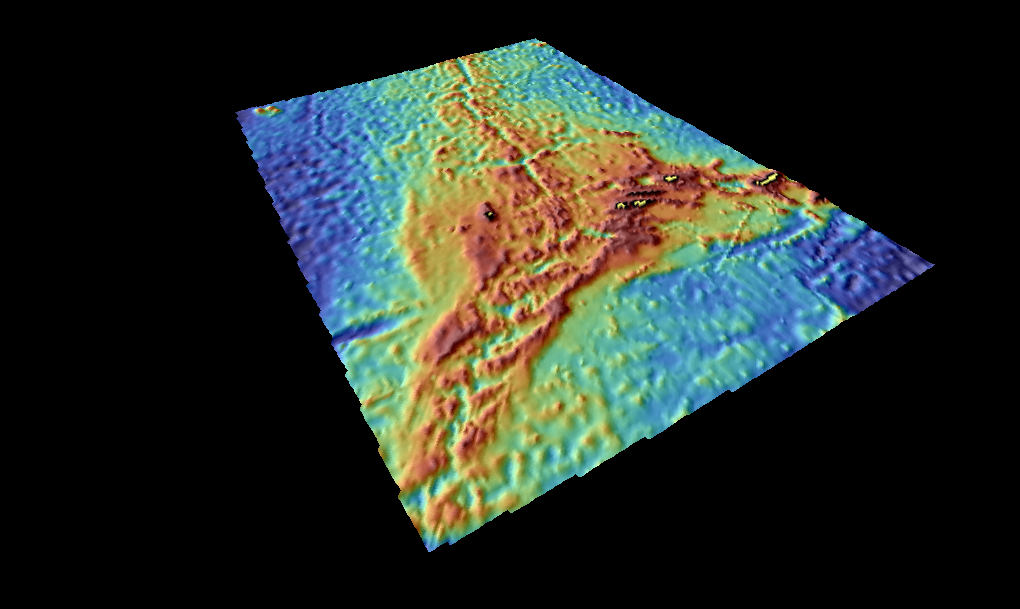
亚速尔三叉接合部位

亚速尔三叉接合部位是一个地质学上的三个板块汇接的地区，位于大西洋亚速尔群岛，是欧亚板块、北美板块、非洲板块交汇之处。 它是山脊-山脊-山脊（R-R-R）型汇接，即中大西洋海岭与特塞拉裂谷海底山脊的汇接。形状上是T形。 